# Apostolska nunciatura v Centralnoafriški republiki
Apostolska nunciatura v Centralnoafriški republiki je diplomatsko prestavništvo (veleposlaništvo) Svetega sedeža v Centralnoafriški republiki, ki ima sedež v Banguiji.
Trenutni apostolski nuncij je Jude Thaddeus Okolo.

## Seznam apostolskih nuncijev
- Luigi Bellotti (18. julij 1964–27. november 1969)
- Mario Tagliaferri (5. marec 1970–25. junij 1975)
- Oriano Quilici (13. november 1975–26. junij 1981)
- John Bulaitis (21. november 1981–11. julij 1987)
- Diego Causero (1993–1999)
- Joseph Chennoth (24. avgust 1999–15. junij 2005)
- Pierre Nguyên Van Tot (24. avgust 2005–13. maj 2008)
- Jude Thaddeus Okolo (2. avgust 2008–danes)